# Бусуттил, Кармел
Кармел Бусуттил (англ. Carmel Busuttil; род. 29 февраля 1964, Рабат, Мальта) — мальтийский футболист, полузащитник.

## Биография

### Клубная карьера
Свою карьеру начал в 1979 году в возрасте 16 лет в «Рабат-Аякс», с которым выиграл два чемпионских титула и один Кубок Мальты. Поиграв в Кубке европейских чемпионов против «Порту» и братиславского «Интера». В 1987 году перебрался в полупрофессиональный итальянский клуб «Вербания», а годом позже примерил форму «Генка». Он стал первым мальтийцем в высшей лиге зарубежного чемпионата. С 1988 по 1994 годы защищал цвета «Генка», причём в течение четырёх лет он носил в бельгийском клубе капитанскую повязку. Трижды кряду он завершал сезон в ранге лучшего снайпера команды, забив в 183 матчах за «Генк» 57 голов. В 1994 году вернулся на родину и присоединился к «Слиме». В «Слиме» Бусуттил выиграл ещё один чемпионский титул и Кубок страны, расставшись с большим футболом в 2001 году, когда на его счету было 236 голов в 669 играх в составе клуба. В 2000 году президент Мальты наградил его за вклад в развитие мальтийского спорта. В 2003 он был выбран Мальтийской футбольной ассоциацией лучшим футболистом 50-летия.

### Карьера в сборной
Ему первому покорилась отметка в 100 матчей за сборную Мальты, а всего в 111 встречах на международной арене с 1982 по 2001 год он забил 23 гола. Великолепная техника, стремительная стартовая скорость и голевое чутье дважды приносили ему звание лучшего футболиста Мальты по итогам сезона.

### Тренерская карьера
Он открыл собственную футбольную школу и до июля 2005 года занимал должность ассистента тренера сборной Мальты Хорста Хеезе.